# Nathalie Nerval
Pour les articles homonymes, voir Nerval (homonymie).
Natalie Kobieff dite Nathalie Nerval, née le 28 mars 1926 dans le 12e arrondissement de Paris et morte le 7 mai 2012 dans le 15e arrondissement de Paris, est une comédienne française.

## Biographie
Elle a passé près de vingt-cinq ans à la Comédie Française (entre 1977 et 2001).

## Filmographie

### Cinéma
- 1952 : Le Chemin de Damas de Max Glass
- 1953 : La Loterie du bonheur de Jean Gehret
- 1954 : Le Comte de Monte-Cristo de Robert Vernay : la femme élégante
- 1957 : La loi, c'est la loi de Christian-Jaque : Hélène Pastorelli
- 1958 : À pied, à cheval et en spoutnik de Jean Dréville : Dina
- 1959 : Secret professionnel / Les Fruits du péché de Raoul André
- 1962 : Leviathan de Léonard Keigel : Marie Guéret
- 1969 : Jeff de Jean Herman : Mme Grunstein
- 1972 : Les Tueurs fous de Boris Szulzinger
- 1973 : Le Serpent d'Henri Verneuil : Tatiana Vlassov
- 1982 : Les Misérables  de Robert Hossein : La fille Gillenormand
- 1986 : Le Caviar rouge de Robert Hossein : La femme à la vidéo No 1
- 1987 : Lévy et Goliath de Gérard Oury : Tante Léa
- 1989 : Cinq jours en juin de Michel Legrand : La baronne
- 1998 : Les Migrations de Vladimir de Milka Assaf : Olga
- 2002 : La Petite Prairie aux bouleaux de Marceline Loridan-Ivens : Une vieille femme
- 2003 : Werner de Rémi Bénichou (Court-métrage) : Madeleine Goldstein
- 2003 : Cette femme-là de Guillaume Nicloux : La mère de Michèle

### Télévision
- 1960 : Les Cinq Dernières Minutes, de Claude Loursais (Série TV) : Gisèle Tavel
- 1961 : Les Deux Orphelines de Jean-Marie Coldefy (Téléfilm) : La comtesse
- 1961 : Flore et Blancheflore (Téléfilm) : Dame Sybille
- 1963 : Madame Sans Gêne (Téléfilm) : Reine Caroline
- 1963 : Le Chevalier de Maison Rouge de Claude Barma (Série TV) : Mme Elisabeth
- 1965 : Belphégor ou le Fantôme du Louvre de Claude Barma (Série TV) : Olga
- 1967 : Une aventure de Sherlock Holmes (Série TV) :
- 1972 : Les Boussardel, de René Lucot (Téléfilm) : Madge Orlebar
- 1972 : La Mandragore de Philippe Arnal (Téléfilm) : Sostrata
- 1973 : Julia de Trécoeur (Téléfilm) : Clotilde
- 1973 : Les Mohicans de Paris de Gilles Grangier (Série TV) : Régine de Valgeneuse
- 1975 : Washington Square (Téléfilm) : Mme Almond
- 1979 : Au théâtre ce soir : Tout dans le jardin d'Edward Albee, mise en scène Michel Bertay, réalisation Pierre Sabbagh, Théâtre Marigny (Série TV) : Béryl
- 1980 : L'œuf (Téléfilm) : La mère
- 1980 : Les Amours des années folles (Série TV) : Mme Favy
- 1981 : Les fiançailles de feu (Téléfilm) : Mme Van Meulen
- 1981 : Les héritiers (Série TV) : Mme Gendron
- 1981 : L'Ange noir (Téléfilm) : Mère Jeanne
- 1981 : Les Plaisirs de l'île enchantée de Dirk Sanders (Téléfilm) : Anne d'Autriche
- 1996 : Une femme contre l'ordre (Téléfilm) : Ginette
- 1998 : Tartuffe ou L'imposteur (Téléfilm) : Mme Pernelle
- 1999 : Le Mariage forcé (Téléfilm) : Une deuxième égyptienne

## Théâtre
- 1947 : Horace de Corneille, mise en scène Julien Bertheau, Comédie-Française au Théâtre antique de Fourvière
- 1949 : La Tragédie du roi Richard II de William Shakespeare, mise en scène Jean Vilar, Festival d'Avignon
- 1949 : Le Cid de Corneille, mise en scène Jean Vilar, Festival d'Avignon
- 1949 : Œdipe d'André Gide, mise en scène Jean Vilar, Festival d'Avignon
- 1949 : Le Pain dur de Paul Claudel, mise en scène André Barsacq, Théâtre des Célestins
- 1950 : Le Cid de Corneille, mise en scène Jean Vilar, Festival d'Avignon
- 1950 : Henri IV de William Shakespeare, mise en scène Jean Vilar, Festival d'Avignon
- 1951 : Andromaque, Phèdre de Racine, Théâtre des Célestins
- 1951 : Amphitryon 38 de Jean Giraudoux, mise en scène Jean Vernier, Théâtre des Célestins
- 1953 : Andromaque de Racine, mise en scène René Barré, Théâtre des Célestins
- 1953 : Ion de Bernard Zimmer d'après Euripide, mise en scène Henri Soubeyran, Théâtre antique Vaison-la-Romaine
- 1953 : Les Naturels du bordelais de Jacques Audiberti, mise en scène Georges Vitaly, Théâtre La Bruyère
- 1955 : Le Chien du jardinier de Georges Neveux d'après Felix Lope de Vega, mise en scène Jean-Louis Barrault, Théâtre Marigny
- 1955 : Occupe-toi d'Amélie de Georges Feydeau, mise en scène Jean-Louis Barrault, Théâtre Marigny
- 1955 : L'Orestie d'Eschyle, mise en scène Jean-Louis Barrault, Festival de Bordeaux, Théâtre Marigny
- 1956 : Le Misanthrope de Molière, mise en scène Jean-Louis Barrault, Théâtre des Célestins
- 1956 : Le Chien du jardinier de Félix Lope de Vega, mise en scène Jean-Louis Barrault, Théâtre des Célestins
- 1958 : Sait-on jamais ! de François Turpin, mise en scène Paul Abram, Théâtre Saint-Georges
- 1960 : Les Trois Sœurs d'Anton Tchekhov, mise en scène Sacha Pitoëff, Théâtre de l'Alliance française
- 1960 : Jules César de William Shakespeare, mise en scène Jean-Louis Barrault, Odéon-Théâtre de France
- 1960 : Occupe-toi d'Amélie de Georges Feydeau, mise en scène Jean-Louis Barrault, Odéon-Théâtre de France
- 1961 : Le Voyage de Georges Schehadé, mise en scène Jean-Louis Barrault, Odéon-Théâtre de France
- 1961 : La Tragédie optimiste de Vsevolod Vichnevski, mise en scène Gabriel Garran, Festival d'Art dramatique d'Aubervilliers
- 1963 : La Religieuse de Denis Diderot, mise en scène Jacques Rivette, Studio des Champs-Élysées
- 1963 : Charles XII d'August Strindberg, mise en scène Gabriel Garran, Festival d'Art dramatique d'Aubervilliers
- 1963 : Pour Lucrèce de Jean Giraudoux, mise en scène Raymond Gérôme, Festival de Bellac
- 1965 : Andorra de Max Frisch, mise en scène Gabriel Garran, Théâtre de la Commune, Théâtre Antoine
- 1965 : Les Troyennes d'Euripide, adaptation Jean-Paul Sartre, mise en scène Michael Cacoyannis, TNP Théâtre de Chaillot, Festival d'Avignon
- 1966 : Les Troyennes d'Euripide, adaptation Jean-Paul Sartre, mise en scène Michael Cacoyannis, Festival d'Avignon
- 1966 : Les Justes d'Albert Camus, mise en scène Pierre Franck, Théâtre des Célestins
- 1967 : Un parfum de fleurs de James Saunders, mise en scène Georges Vitaly, Théâtre La Bruyère
- 1968 : Roméo et Juliette de William Shakespeare, mise en scène Michael Cacoyannis, TNP Théâtre de Chaillot
- 1968 : Chansons-bêtes spectacle de chansons avec marionnettes de Jean Anouilh, mise en scène Gérard Dournel, Théâtre de la Gaîté-Montparnasse, Théâtre de la Potinière
- 1968 : Brève Rencontre et Nous dansions de Noel Coward, mise en scène Jacques Mauclair, Théâtre Saint-Georges
- 1969 : Ce fou de Platonov d'Anton Tchekhov, mise en scène Bernard Jenny, Théâtre du Vieux-Colombier
- 1969 : Noces de sang de Federico García Lorca, mise en scène Raymond Rouleau, Théâtre des Célestins
- 1970 : Un piano dans l'herbe de Françoise Sagan, mise en scène André Barsacq, Théâtre de l'Atelier
- 1971 : Hamlet de William Shakespeare, mise en scène Maurice Jacquemont, Théâtre de la Musique
- 1976 : Mangeront-ils ? de Victor Hugo, mise en scène Mario Franceschi, Théâtre La Bruyère
- 1978 : Les Fourberies de Scapin de Molière, mise en scène Jacques Échantillon, Comédie-Française
- 1979 : Ruy Blas de Victor Hugo, mise en scène Jacques Destoop, Comédie-Française
- 1979 : Bérénice de Racine, mise en scène Jean-François Rémi, Comédie-Française
- 1980 : Port-Royal de Henry de Montherlant, mise en scène Jean Meyer, Comédie-Française
- 1980 : Simul et singulis, Soirée littéraire consacrée au Tricentenaire de la Comédie-Française, mise en scène Jacques Destoop, Comédie-Française
- 1984 : Le Suicidé de Nikolaï Erdman, mise en scène Jean-Pierre Vincent, Comédie-Française au Théâtre national de l'Odéon
- 1986 : Six Personnages en quête d'auteur de Luigi Pirandello, mise en scène Jean-Pierre Vincent, Comédie-Française au Théâtre national de l'Odéon
- 1987 : Dialogue des Carmélites de Georges Bernanos d'après Gertrud von Lefort, Raymond Leopold Bruckberger, Philippe Agostini, mise en scène Gildas Bourdet, Comédie-Française : à l'Opéra de Lille, au Théâtre de la Porte Saint-Martin
- 1987 : Le Marchand de Venise de William Shakespeare, mise en scène Luca Ronconi, Comédie-Française au Théâtre national de l'Odéon
- 1988 : Les Exilés de James Joyce, mise en scène Jacques Baillon, Théâtre national de l'Odéon
- 1990 : L'Antiphon de Djuna Barnes, mise en scène Daniel Mesguich, Comédie-Française au Théâtre national de l'Odéon
- 1991 : Iphigénie de Racine, mise en scène Yánnis Kókkos, Comédie-Française
- 1992 : Le Bal masqué de Mikhaïl Lermontov, mise en scène Anatoli Vassiliev, Comédie-Française Salle Richelieu
- 1993 : Les Coréens de Michel Vinaver, mise en scène Christian Schiaretti, Comédie-Française Théâtre du Vieux-Colombier
- 1995 : La Thébaïde de Racine, mise en scène Yánnis Kókkos, Comédie-Française Salle Richelieu
- 1995 : Nouvelles et contes II d'Ivane Daoudi, lecture Festival d'Avignon
- 1995 : Phèdre de Racine, mise en scène Anne Delbée, Comédie-Française
- 1998 : Suréna de Corneille, mise en scène Anne Delbée, Comédie-Française Théâtre du Vieux-Colombier
- 1998 : Mère Courage et ses enfants de Bertolt Brecht, mise en scène Jorge Lavelli, Comédie-Française Salle Richelieu
- 1999 : Le Mariage forcé de Molière, mise en scène Andrzej Seweryn, Comédie-Française
- 2001 : Crime et Châtiment de Fiodor Dostoïevski, mise en scène Robert Hossein, Théâtre Marigny
- 2003 : Oncle Vania d'Anton Tchekhov, mise en scène Julie Brochen, Théâtre de l'Aquarium, Théâtre de Sartrouville et des Yvelines, Festival d'automne à Paris
- 2003 : Le Cadavre vivant (ru) (Живой труп) de Léon Tolstoï, mise en scène Julie Brochen, Théâtre de l'Aquarium, Festival d'automne à Paris
- 2004 : Oncle Vania d'Anton Tchekhov, mise en scène Julie Brochen, Théâtre national de Strasbourg, Théâtre de Nîmes, tournée
- 2004 : Le Cadavre vivant (ru) (Живой труп) de Léon Tolstoï, mise en scène Julie Brochen, Le Quartz, Théâtre du Nord, Le Cargo
- 2005 : Oncle Vania d'Anton Tchekhov, mise en scène Julie Brochen, Scène nationale d'Orléans, Théâtre de la Croix-Rousse, Théâtre de l'Aquarium
- 2006 : Monsieur de Pourceaugnac de Molière, mise en scène Sandrine Anglade, Théâtre de l'Union
- 2007 : Monsieur de Pourceaugnac de Molière, mise en scène Sandrine Anglade, Théâtre Jean Vilar Suresnes, Scène Watteau Nogent-sur-Marne

## Doublage
- Erica Yohn dans :
  - Fievel et le nouveau monde (1986) : Mama Souriskewitz
  - Fievel au Far West (1991) : Mama Souriskewitz

Mais aussi :
- 1961 : Les Comancheros : Pilar Graile (Ina Balin)
- 1963 : Bons baisers de Russie : Tatiana « Tania » Romanova (Daniela Bianchi)
- 1963 : Jason et les argonautes : Héra (Honor Blackman)
- 1964 : Le Désert rouge : Giuliana (Monica Vitti)
- 1964 : Le Plus Grand Cirque du monde : Lili Alfredo (Rita Hayworth)
- 1966 : Raspoutine, le moine fou : Alexandra, la tsarine (Renée Asherson)
- 1966 : Le Chevalier à la rose rouge : Angélique (Raffaella Carrà)
- 1967 : On ne vit que deux fois : Helga Brandt (Karin Dor)
- 1969 : The Magic Christian : Dame Agnes Grand (Isabel Jeans)
- 1969 : Goodbye, Mr. Chips : Ursula Mossbank (Siân Phillips)
- 1970 : MASH : Margaret « Hot Lips » (Lèvres en Feu) O'Houlihan (Sally Kellerman)
- 1970 : L'Insurgé : Mme Jefferson (Beah Richards)
- 1970 : La Vallée des plaisirs : Roxanne (Erica Gavin)
- 1971 : L'Assassinat de Trotsky : Natalia Sedowa Trotsky (Valentina Cortese)
- 1972 : Tintin et le Lac aux Requins : la femme de ménage
- 1972 : L'Argent de la vieille : la vieille millionnaire (Bette Davis)
- 1977 : Sinbad et l'Œil du tigre : Zénobie (Zenobia en VO) (Margaret Rewriting)
- 1995 : Raison et Sentiments : Mme Jennings (Elizabeth Spriggs)
- 2002 : Gosford Park : Constance, comtesse de Trentham (Maggie Smith)
- 2003 : Dogville : Ma Ginger (Lauren Bacall)